# Red Dragon (boek)
Red Dragon (in het Nederlands: De Rode Draak) is de eerste roman van Thomas Harris waarin dr. Hannibal Lecter een rol speelt. Het boek is in 1981 verschenen.
Het verhaal werd tweemaal verfilmd: in Manhunter (1986) en in Red Dragon (2002).

## Het verhaal
De Verenigde Staten worden opgeschrikt door de moorden op twee gezinnen. De moordenaar lijkt dezelfde te zijn. Hij wordt de Tandenfee genoemd. Will Graham, die ook Lecter op wist te pakken, wordt opnieuw ingeschakeld.
Al snel blijkt dat de Tandenfee, die later wordt omgedoopt in de Rode Draak, niet is opgezet met slechte commentaren. Freddie Lounds, een reporter van de National Tattler wordt op gruwelijke wijze vermoord, nadat hij hem in een artikel heeft beledigd. De Rode Draak, die Francis Dolarhyde blijkt te zijn, maakt het de FBI erg moeilijk.